# L'últim exorcisme
L'últim exorcisme (títol original en anglès The Last Exorcism) és una pel·lícula de terror sobrenatural estatunidenca de fals documental de metratge trobat, dirigida el 2010 per Daniel Stamm. És protagonitzada per Patrick Fabian, Ashley Bell, Iris Bahr, Caleb Landry Jones, i Louis Herthum. Ha estat doblada al català.
Després d'anys de fer exorcismes, un ministre evangèlic desil·lusionat decideix participar en un documental que narra el seu darrer exorcisme mentre exposa el frau del seu ministeri. Després de rebre una carta d'un granger demanant ajuda per expulsar el dimoni, coneix la afligida filla del granger.
La pel·lícula va rebre ressenyes positives de la crítica i va ser un èxit de taquilla, amb una recaptació de més de 67 milions de dòlars contra un pressupost d'1,8 milions de dòlars.
Una seqüela, The Last Exorcism Part II, es va publicar l'1 de març de 2013.

## Argument
Els cineastes Iris i Daniel documenten Cotton Marcus, un reverend que viu a Baton Rouge, Louisiana, que busca deslegitimar els exorcismes. Marcus, que va perdre la fe després del naixement del seu fill discapacitat, està acostumat a fer exorcismes falsos a persones que creuen que estan posseïdes. Accepta una sol·licitud d'exorcisme enviada per Louis Sweetzer, un granger que sospita que la seva filla Nell està posseïda per Satanàs.
En Marcus afirma que Nell està posseïda per Abalam, un poderós dimoni que profana els innocents. Realitzant l'exorcisme fals, convenç la seva família que ha expulsat el dimoni i se'n va, creient que l'ha curada d'un estat mental que va ser diagnosticat erròniament com a possessió. Aquella nit, Nell apareix inexplicablement a l'habitació del motel d'en Marcus, visiblement indisposada. Porta a Nell a l'hospital, que conclou que està en perfecte estat físic. Visita l'antic pastor de Louis, Joseph Manley, qui li informa que fa tres anys que no veu Nell. Louis s'emporta la Nell a casa, però l'encadena al llit després de tallar la cara del seu germà amb un ganivet.
Marcus allibera Nell. L'hospital torna a trucar per informar que Nell està embarassada. Aquella nit, Nell mata brutalment un gat al graner. Iris i Daniel descobreixen les seves pintures morboses, que representen a Marcus davant d'una gran flama amb un crucifix, Iris desmembrada i Daniel decapitat. Louis insisteix que Nell és verge i ha estat embarassada pel dimoni. Ofès per la insistència d'en Marcus que un dimoni no està implicat, demana que la tripulació marxi i al·ludeix a la intenció de matar Nell. La tripulació intenta escapar amb Nell, que ataca en Marcus. En Marcus s'ofereix a intentar un segon exorcisme mentre Nell demana al seu pare que la mati.
Durant l'exorcisme, Nell es manifesta en "Abalam" i li pregunta a Marcus si vol una "mamada". Marcus desafia que un dimoni sabria el nom real de l'acte sexual i conclou que Nell no està posseïda, però una noia pertorbada s'angoixa per perdre la seva virginitat amb un nen anomenat Logan, cosa que Louis rebutja. La tripulació troba Logan, qui diu que és gai i només va tenir una breu conversa amb Nell durant una festa a casa de Manley fa sis mesos, Manley mentia sobre no haver vist la Nell. Tornen a la granja dels Sweetzer, que troben buida i coberta de símbols ocultistes i contraculturals a les seves parets.
Al bosc, el grup veu un incendi i una congregació de cultistes encaputxats dirigida per Manley. Louis està lligat, amordaçat i amb els ulls embenats mentre les figures encaputxades resen al voltant d'un altar, sobre el qual està lligada Nell. Ella dona a llum un nen inhumà. Manley llança el nen al foc, cosa que fa que el foc creixi a mesura que emanen rugits demoníacs. Marcus, amb la seva fe restaurada, agafa la seva creu i corre cap al foc per combatre el mal. Iris i Daniel fugen, però Iris és assassinada amb una destral pels membres de la congregació mentre Daniel és decapitat pel germà de Nell.

## Repartiment
- Patrick Fabian com a Cotton Marcus[5]
- Ashley Bell com a Nell Margaret Sweetzer[6]
- Iris Bahr com a Iris Reisen[7]
- Louis Herthum com a Louis Sweetzer[8]
- Caleb Landry Jones com a Caleb Sweetzer[9]
- Tony Bentley com a Pastor Manley[10]
- Shanna Forrestall com a Mrs. Marcus[11]
- Becky Fly com a Becky[12]
- Denise Lee com a Nurse[13]
- Logan Craig Reid com a Logan[14]
- Adam Grimes com a Daniel Moskowitz
- Jamie Alyson Caudle com a adorador satànic[15]
- Allen Boudreaux com a Satanic Worshipper[16]

## Estrena
La pel·lícula estava programada per formar part del Festival de cinema South by Southwest 2010. El 12 de febrer de 2010, Lionsgate va comprar els drets per a la distribució nord-americana i va retirar la pel·lícula del festival. L'estrena de la pel·lícula es va fixar per al 27 d'agost de 2010.
La pel·lícula es va estrenar al LA Film Festival el 24 de juny de 2010 i va ser presentada aquí per Eli Roth i Daniel Stamm. També es van presentar membres del repartiment a l'escenari, Patrick Fabian, Ashley Bell, Louis Herthum, Caleb Landry Jones, Iris Bahr i Tony Bentley. L’últim exorcisme va ser l'última pel·lícula projectada el 30 d'agost de 2010 al Film4 FrightFest 2010.
Bloody Disgusting va acollir la projecció a la Convenció Internacional de Còmics de San Diego de 2010 i la segona projecció el 24 de juliol de 2010 està narrada per Eli Roth.

### Polèmica del cartell
Al Regne Unit, una imatge de pòster de la pel·lícula que mostrava una noia, amb un vestit esquitxat de sang, inclinada cap enrere sota un crucifix, va rebre desenes de queixes que era "ofensiva", "angoixant" i "no apta per a la visualització del públic". Dues persones van afirmar que la noia del cartell semblava haver patit una agressió sexual, una denúncia que no va ser acceptada. L'Advertising Standards Agency va decidir que la imatge no es podia utilitzar en un pòster visible públicament, ja que era un mitjà no orientat, però era acceptable a la contraportada de la revista Cineworld.

### Campanya viral
L'últim exorcisme va utilitzar Chatroulette com a mitjà de la seva campanya viral que implicava una noia que fingeix desbotonar-se la part superior de manera seductora, després s'atura i es converteix en un monstre. Al final, es mostra a la pantalla l'URL del lloc web oficial de la pel·lícula.

### Mitjans domèstics
L'últim exorcisme es va publicar en DVD i Blu-ray el 4 de gener de 2011. El Blu-ray inclou el DVD de la pel·lícula i una còpia digital  també.

## Recepció

### Recepció crítica
L’últim exorcisme ha rebut ressenyes generalment positives per part de la crítica, obtenint un 72% d'aprovació a agregador de ressenyes Rotten Tomatoes basat en 161 ressenyes i una puntuació mitjana de 6,17/10. El consens del lloc és "No compleix completament la promesa freda de la seva premissa a l'estil Blair Witch, però L’últim exorcisme ofereix un nombre sorprenent d'emocions intel·ligents." La pel·lícula va rebre un 63 sobre 100 a Metacritic, que indica "crítiques generalment favorables". A Yahoo! Movies la pel·lícula té una B− basada en dotze ressenyes.
Jeannette Catsoulis de The New York Times va donar a la pel·lícula 4 de 5 estrelles i va escriure que la pel·lícula era "Una petita pel·lícula inusualment continguda i genuïnament estranya situada a la intersecció de la fe, el folklore i la pubertat femenina."

### Taquilla
L'últim exorcisme es va estrenar al número 2 als Estats Units. taquilla el cap de setmana del 27 d'agost de 2010, darrere de Takers. Va recaptar 20.366.613 dòlars en 2.874 sales en els seus primers tres dies. L'últim exorcisme tenia un pressupost d'1,8 milions de dòlars. La pel·lícula es va mantenir entre les cinc primeres, i va caure al número quatre en el seu segon cap de setmana. La pel·lícula va recaptar 41 milions de dòlars nacionals i 26,7 milions de dòlars estrangers fins a un total de 67,7 milions de dòlars a tot el món.

### Premis i nominacions
| Any  | Premi                                                         | Categoria                            | Receptor       | Resultat  |
| ---- | ------------------------------------------------------------- | ------------------------------------ | -------------- | --------- |
| 2010 | XLIII Festival Internacional de Cinema Fantàstic de Catalunya | Premi al millor actor                | Patrick Fabian | Nominat   |
| 2011 | Premis People's Choice                                        | Pel·lícula de terror favorita        |                | Nominat   |
| 2011 | Premis Independent Spirit                                     | Millor primera pel·lícula            | Daniel Stamm   | Nominat   |
| 2011 | Premis Independent Spirit                                     | Millor actriu secundparia            | Ashley Bell    | Nominat   |
| 2011 | MTV Movie Award                                               | Millor interpretació de cagat de por | Ashley Bell    | Nominat   |
| 2011 | Premis Empire                                                 | Millor terror                        | N/D            | Guanyador |

## Sequela
El 23 d'agost de 2011, The Hollywood Reporter va anunciar que s'estava preparant una seqüela. El 20 d'abril de 2012, un full d'audició va revelar la pel·lícula completa. títol com a Beginning of the End: The Last Exorcism II. La pel·lícula fou dirigida per Ed Gass-Donnelly, amb Damien Chazelle (Guy and Madeline on a Park Bench) com a autor del guió. Ashley Bell reprèn el paper de Nell. El 2 de gener de 2013 es va publicar el pòster de la pel·lícula, revelant que el títol final era The Last Exorcism Part II. La pel·lícula també va ser produïda per Eli Roth.